# Sumitrosis weisei
Sumitrosis weisei es una especie de insecto coleóptero de la familia Chrysomelidae.
Fue descrita científicamente en 1993 por Staines.